# Cổ Cốt
Đảo Cổ Cốt (Koh Kood, Ko Kut) là một hải đảo thuộc chủ quyền của Thái Lan, sát hải phận Campuchia. Đây là hòn đảo lớn nhất thuộc huyện hành chính amphoe của tỉnh Trat. Tên đảo theo tiếng Thái có nghĩa là "Hòn Chanh". Đảo rộng 129 km² với dân số khoảng 2000 người. Về mặt địa lý, hơn 70% diện tích của đảo là rừng núi.
Đối với người Việt, đảo Cổ Cốt được biết đến vì đây là nơi dừng chân của Chúa Nguyễn Phúc Ánh vào năm 1784 khi ông bị quân Tây Sơn truy nã phải lánh ra Cổ Long (hay Koh Rong), rồi Cổ Cốt trên đường sang Xiêm cầu viện.